# الدم الفاسد (مسلسل)
الدم الفاسد (بالتركية: Kötü Kan)‏ هو مسلسل أكشن درامي رومانسي تركي عرض لأول مرة في 6 سبتمبر 2024. من إنتاج ني تي سي ميديا، وإخراج جاجاتاي توسن، وتأليف إيلكر أرسلان وباريز أردوجان. بطولة ايرتان سابان وداملا سونمز وحسين عوني دانيال.

## طاقم العمل والشخصيات
| الممثل             | الشخصية         | الوصف                          |
| ------------------ | --------------- | ------------------------------ |
| إرتان سابان        | كارتال كاراوغلو | مدير أمن ملهى ليلي، شرطي سابق. |
| داملا سونميز       | نازان كايا      | ابنة فيفزي.                    |
| حسين أفني دانيال   | فيفزي كايا      | رجل أعمال.                     |
| ليفينت أولغين      | بورهان كاراوغلو | والد كارتال، مفوض متقاعد.      |
| تولغا غوليتش       | أوكتاي كايا     | شقيق نازان، ابن فيفزي.         |
| بيلجسو كورال       | إيس كاراوغلو    | ابنة كارتال.                   |
| دوغا كاراكاش       | تولغا كاراوغلو  | ابن كارتال.                    |
| هاكان فانلي        | بهزات دمير      | رجل أعمال.                     |
| غوكشي أوزيول       | يكتا            | شريك كارتال.                   |
| دنيز بوليشك        | كُمرو كاراوغلو   | شقيقة كارتال، ابنة بورهان.     |
| مراد غوتشماز       | شاهين كاراوغلو  | شقيق كارتال، ابن بورهان.       |
| مينا كوينجولار     | جانسيت          | أصدقاء كارتال من فريق الأمن.   |
| خليل إبراهيم كوروم | آزاد            | أصدقاء كارتال من فريق الأمن.   |
| نازلي سنيم أونال   | شولِه            | صديقة كارتال.                  |
| ملتيم غولنش        | توركان          | زوجة فيفزي.                    |
| ميرفي سيفين        | دافني           | صديقة نازان ومحامية.           |
| سافاش أوزدمير      | متين            | صديق قديم لبورهان.             |
| ظافر ألغاز         | نور الدين ييت   | والد زينيل.                    |
| ميرت دوغان         | زينيل ييت       | ابن نور الدين.                 |
| غونجا سارييلديز    | نورغول          | عشيقة فيفزي.                   |
| سرمت يشيل          | تونجاي بوداك    | مساعدا عائلة كايا.             |
| ألايجا أوزتورك     | قدرية بوداك     | مساعدا عائلة كايا.             |
| زيا كوروكوت        | شينول           | شرطي سابق.                     |
| جيهات باريليتي     | رضوان           | شرطي.                          |

### الشخصيات المنتهية
| الممثل       | الشخصية     | الوصف                  |
| ------------ | ----------- | ---------------------- |
| تولغا غوليتش | أوكتاي كايا | شقيق نازان، ابن فيفزي. |

## قصة مسلسل
سيعرض مسلسل قصة كارتال، ضابط الشرطة السابق الذي يجد نفسه في مواجهة مجموعة مافيا خطيرة بعد أن أصبح مديرًا لأمن ملهى ليلي. تتعقد الأمور حين يضطر للانتقال للعيش مع أطفاله الذين عاشوا بعيدًا عنه لسنوات، فيسعى جاهدًا للتخلص من تورطه مع المافيا، وفي الوقت نفسه، يخوض تحدي تعلم دور الأب لأطفاله. المسلسل سيجمع بين الإثارة والتوتر الدرامي، مع تركيز خاص على العلاقة المتغيرة بين كارتال وأبنائه.

## وصلات خارجية
- الدم الفاسد على موقع IMDb (الإنجليزية)
- الدم الفاسد على موقع قاعدة بيانات الأفلام العربية
- الدم الفاسد على موقع كينوبويسك (الروسية)